# Franz André
Pour les articles homonymes, voir André.
Franz André, né le 10 juin 1893 à Forest et mort le 20 janvier 1975 à Woluwe-Saint-Lambert en Belgique, est un violoniste et chef d’orchestre belge.

## Biographie
Initié dès son jeune âge à la musique par sa mère pianiste, Franz André réalise par la suite ses études au Conservatoire royal de Bruxelles où il intègre l'orchestre du conservatoire sous la baguette de François-Auguste Gevaert et Edgar Tinel. Reçu premier prix de violon en 1912 dans la classe de César Thomson, il part pour Berlin où il rejoint l'Orchestre Blüthner (de). Il y rencontre Felix Weingartner, chef invité, avec qui il sympathise et suit des cours de composition et de direction d'orchestre. De retour en Belgique en 1913, il devient l'adjoint de son ancien professeur de violon au Conservatoire royal avant d'être appelé pour faire son service militaire.
Enrôlé dans le régiment des Grenadiers, il participe à la campagne de 14-18, est gazé lors de la retraite de l'armée belge à Anvers et reçoit plusieurs décorations pour son courage avant d’être démobilisé en juillet 1919, devenu invalide de guerre à 60 %. Il fait également, lors de cette période, connaissance avec Maurice Corneil de Thoran, futur directeur de La Monnaie, de Paul Collaer, futur directeur des émissions musicales flamandes de l'Institut national de radiodiffusion (INR) et du violoniste Eugène Ysaÿe. Il reprend ses fonctions de moniteur de violon au conservatoire dès l’automne 1919, dirige un orchestre de douze musiciens au Tea-Room le « Saint-Sauveur » et donne des cours à l'académie de Nivelles ainsi qu’à l'école de musique instrumentale de Schaerbeek.

### La direction d'orchestre
Sa carrière prend un tournant décisif en 1923 lorsqu'il participe à la création de Radio Belgique d’abord comme instrumentiste puis second chef d’orchestre. À la création de l'Institut national de radiodiffusion (INR) en 1930, René Tellier, directeur du service musical, lui confie la direction d’un des trois orchestres. Fort de son succès, il crée le Grand Orchestre symphonique en 1935 dont il sera directeur et premier chef jusqu'en 1957. De concert avec Paul Collaer, il oriente de manière décisive la programmation musicale de la station vers un répertoire contemporain. Cet orchestre acquiert une réputation mondiale pour ses exécutions d'œuvres modernes et la qualité de leurs interprétations comme en témoignent les Béla Bartok, Benjamin Britten, Dimitri Chostakovitch, Luigi Dallapiccola, Paul Hindemith, Arthur Honegger, Olivier Messiaen, Darius Milhaud, Francis Poulenc, Serge Prokofiev, Charles Koechlin ou encore Igor Stravinsky venus diriger ou assister à l’exécution de leurs œuvres.
Franz André se voit inviter à l’étranger pour effectuer des tournées avec l’orchestre de l'INR ou pour diriger certains des orchestres européens les plus renommés. En plus des nombreuses premières auditions et créations mondiales, à l’exemple de la cantate Le Roi des étoiles de Stravinsky donnée en première mondiale au printemps 1939, il joue également un rôle important dans la diffusion de la musique belge, qu’il prend soin de jouer régulièrement lors de ses invitations à l’étranger.
Parallèlement à sa carrière à l'INR, il devient le chef d’orchestre attitré du Concours musical international Reine Élisabeth depuis sa création, en 1951, jusqu’en 1964. Il exerce également en tant que professeur de musique de chambre à la Chapelle musicale Reine Élisabeth de 1952 à 1974.

## Décorations
- Commandeur de l'ordre de Léopold
- Officier de la Légion d'honneur
- Officier de l'ordre d'Orange-Nassau
- Médaille de l'Union de la Presse musicale
- Médaille Albert Roussel
- Médaille Béla Bartok
- Médaille Arnold Schönberg

## Fonds Franz André
À la suite de dons successifs de la famille André en 2003 et 2005, le fonds Franz André est conservé à la section de la musique de la Bibliothèque royale de Belgique. Avec plus de deux cents partitions imprimées, une soixantaine de manuscrits musicaux, des programmes de concerts, de radio, d'affiches, de photos et de quelque 520 lettres, le fonds Franz André constitue une source incontournable pour l'étude de l'histoire musicale en Belgique dans la première moitié du XXe siècle. De nombreux documents musicaux, tels que deux albums d'hommage, une cinquantaine de disques 33 tours et 78 tours, une centaine de bandes magnétiques d'enregistrements de l'INR, ainsi que des médailles et cinq baguettes de direction viennent également enrichir ce fonds prestigieux de la section de la Musique.